# Agnes Chow
Agnes Chow Ting (em chinês:  {{{1}}}, nascida em 3 de dezembro de 1996) é uma política e ativista social de Hong Kong. Ela é ex-membro do Comitê Permanente do Demosistō e ex-porta-voz do Scholarism. Sua candidatura para a eleição suplementar da Ilha de Hong Kong de 2018, apoiada pelo campo pró-democracia, foi bloqueada pelas autoridades, devido à defesa de autodeterminação de Hong Kong por seu partido. 

## Vida pessoal
Chow descreveu sua criação como apolítica.  Seu ativismo social começou por volta dos 15 anos, após ser inspirada por uma postagem no Facebook com milhares de jovens agitando por mudanças.  Segundo Chow, sua formação católica influenciou sua participação nos movimentos sociais. 
Em 2014, Chow frequentou a Hong Kong Baptist University, onde estudou governo e relações internacionais.  Em 2018, Chow adiou seu último ano de estudos universitários para concorrer à eleição suplementar da Ilha de Hong Kong.  Chow também renunciou à sua nacionalidade britânica, que era um requisito de qualificação exigido pela Lei Básica. 
Chow é fluente em cantonês, mandarim, inglês e japonês.  Ela aprendeu japonês sozinha assistindo anime.  Chow fez aparições na mídia japonesa, entrevistas e programas de notícias.   Os meios de comunicação no Japão se referiram a ela como a "Deusa da Democracia" (em japonês:  民主の女神, transl. Minshu no Megami  ) por seu papel no movimento pró-democracia de Hong Kong.  
Em fevereiro de 2020, Chow lançou um canal no YouTube, onde carregou vídeos de vlog em cantonês e japonês.   Em dezembro de 2020, Chow tinha mais de 300.000 assinantes. 
Em 28 de junho de 2021, a mídia local de Hong Kong informou que o perfil de Chow no Facebook havia sido excluído. Chow não respondeu às perguntas dos repórteres sobre se ela excluiu seu perfil por conta própria. 

## Ativismo precoce

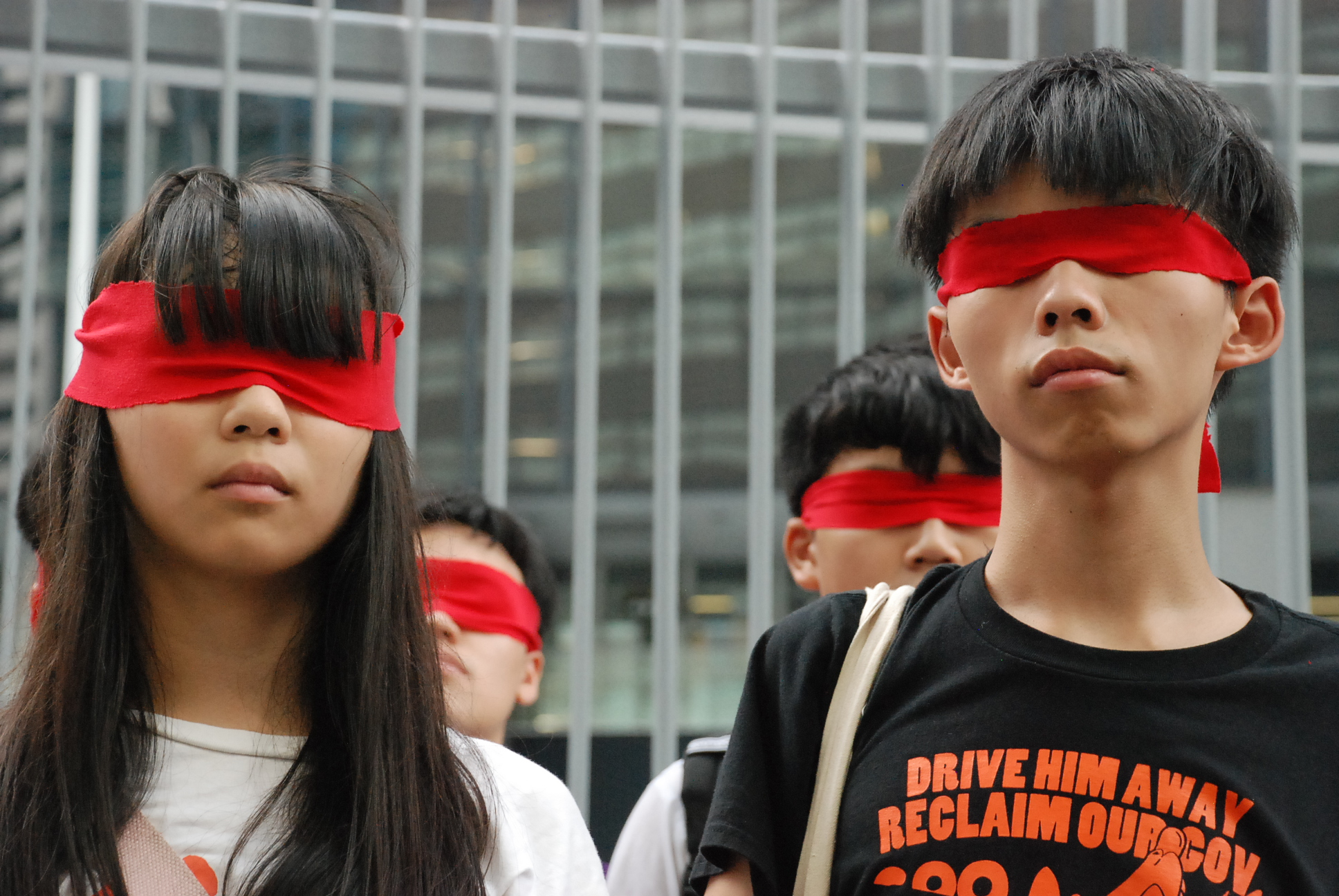
Agnes Chow e Joshua Wong retratados em 23 de setembro de 2014, usando vendas vermelhas para simbolizar estudantes figurativamente cegos pelo poder político da China.

Chow ganhou destaque pela primeira vez em 2012 como porta-voz do grupo ativista estudantil Scholarism. Então aluna do Holy Family Canossian College, ela protestou contra a implementação do esquema de Educação Moral e Nacional, que os críticos consideraram "lavagem cerebral". Durante uma manifestação, ela conheceu os ativistas Joshua Wong e Ivan Lam.   O movimento atraiu com sucesso milhares de manifestantes reunidos em frente ao Complexo do Governo Central, o que levou o governo a recuar em setembro de 2012. 
Em 2014, Chow colaborou com organizações estudantis para defender a reforma eleitoral em Hong Kong.  Chow foi um líder da campanha de boicote de classe contra a estrutura eleitoral restritiva definida pelo Comitê Permanente do Congresso Nacional do Povo para a eleição do Chefe do Executivo de 2017, que levou aos protestos maciços do Occupy apelidados de "Revolução dos Guarda-Chuvas".  Durante os protestos, citando forte pressão política, Chow se afastou da política, inclusive renunciando ao cargo de porta-voz do Scholarism. 

## Demosistō

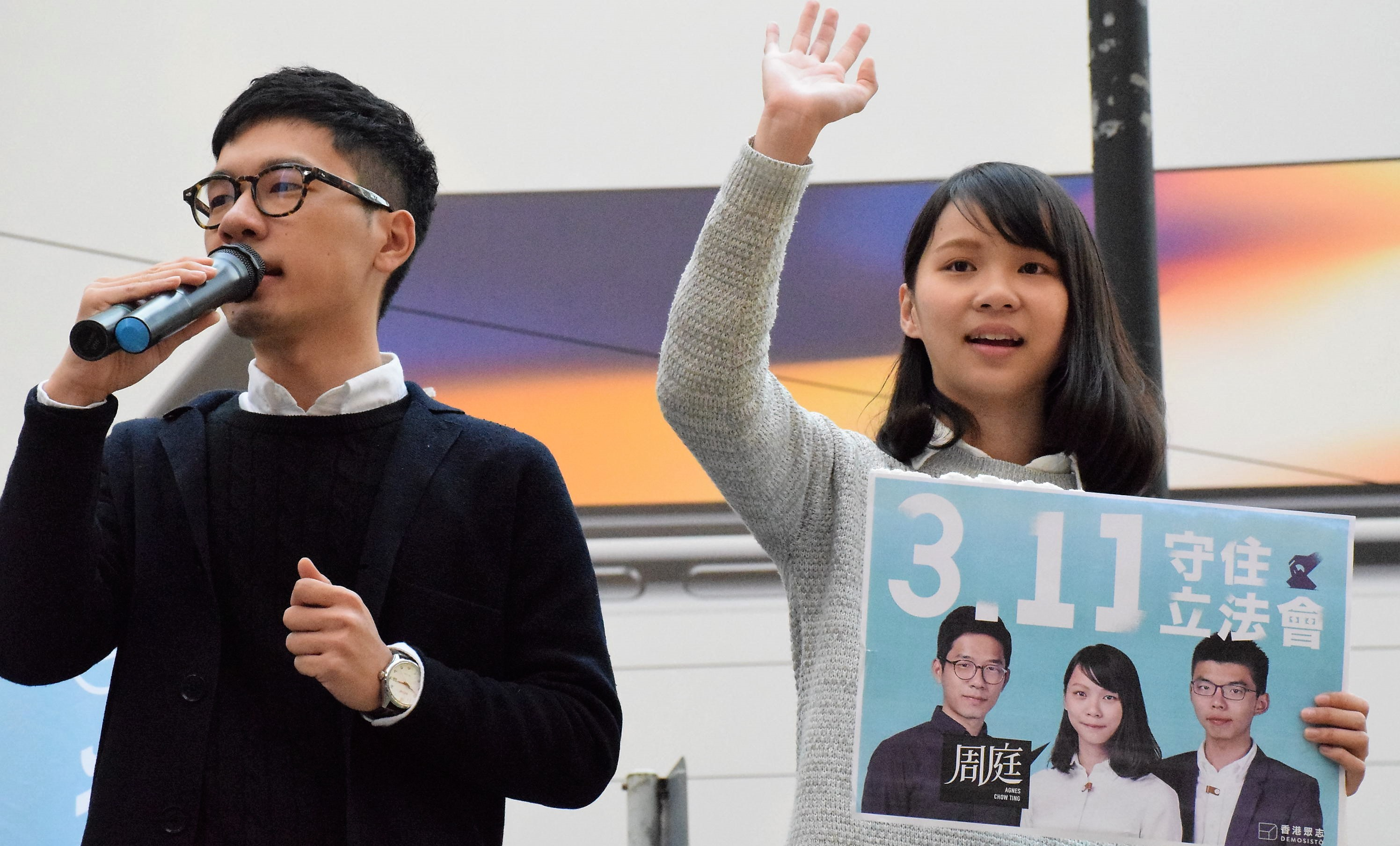
Agnes Chow em campanha com Nathan Law para a eleição parcial de 2018 na Ilha de Hong Kong.

Na esteira do Occupy, uma nova geração de democratas jovens e mais radicais ganhou proeminência e buscava entrar na política participativa. Em abril de 2016, Chow cofundou o partido político Demosistō com Joshua Wong e Nathan Law, também líderes estudantis nos protestos do Occupy. Foi a primeira secretária-geral adjunta do partido, de 2016 a 2017.  Ela fez campanha com o presidente do partido, Law, na eleição para a Assembleia Legislativa de 2016, na qual esta última foi eleita a mais jovem deputada da Assembleia Legislativa.  Em 2017, ela participou do protesto durante a visita do secretário-geral do Partido Comunista, Xi Jinping, na qual cobriram com faixas a estátua de Golden Bauhinia. Ela foi presa junto com o secretário-geral de Law e Demosistō, Wong. 
Em 30 de junho de 2020, Chow, Law e Wong anunciaram que haviam dissolvido o Demosistō, que eles cofundaram.  O anúncio veio poucas horas antes de Pequim aprovar a lei de segurança nacional em Hong Kong, o que levantou preocupações de perseguição política a ativistas.   Ela também disse no Facebook que não está mais realizando nenhum trabalho de defesa internacional.

## Proposta no Conselho Legislativo
Depois que Law foi expulsa do Conselho Legislativo devido à controvérsia do juramento em julho de 2017 e condenada à prisão em agosto do mesmo ano, Chow se tornou a candidata do Demosistō na eleição suplementar de 2018 na Ilha de Hong Kong.  Para se qualificar para a eleição, ela abriu mão de sua cidadania britânica.  Em 27 de janeiro de 2018, sua candidatura foi desqualificada pela Comissão de Assuntos Eleitorais com base no fato de que ela "não pode cumprir os requisitos das leis eleitorais relevantes, uma vez que defender ou promover a 'autodeterminação' é contrário ao conteúdo da declaração que a lei exige que um candidato faça para defender a Lei Básica e jurar lealdade à Região Administrativa Especial de Hong Kong."  
Michael Davis, ex-professor de direito da Universidade de Hong Kong, alertou que a desqualificação de Chow estava errada e que o governo estava em uma "ladeira escorregadia".  O ex-reitor de direito da universidade, professor Johannes Chan Man-mun, disse que não havia base legal para tal movimento.  O membro do Comitê da Lei Básica, Albert Chen Hung-yee, disse que as regras eleitorais não eram claras de que os oficiais que retornavam tinham o poder de desqualificar candidatos com base em suas opiniões políticas.  A chefe do Executivo, Carrie Lam, afirmou que "qualquer sugestão de independência, autodeterminação, independência como escolha ou autonomia de Hong Kong não está de acordo com os requisitos da Lei Básica e se desvia do importante princípio de ' um país, dois sistemas '".  Se Chow tivesse sido eleita, ela seria a legisladora mais jovem de Hong Kong, à frente de seu colega Nathan Law. 
Após a desqualificação de Chow, o Demosistō endossou o candidato pró-democracia Au Nok-hin, que venceu a eleição parcial.   Em 2 de setembro de 2019, Chow teve sucesso em seu recurso depois que o juiz decidiu que "ela não teve oportunidade suficiente para responder aos fundamentos da desqualificação".   Como sua proibição foi anulada pelo Tribunal de Hong Kong, Au perdeu sua cadeira no Conselho Legislativo porque o tribunal alegou que ele não foi devidamente eleito.   Após a decisão, Chow descreveu o resultado como uma "vitória de Pirro". 

## Prisões e detenções

### 21 de junho caso Wan Chai
Chow foi presa em 30 de agosto de 2019 em sua casa em Tai Po por supostamente participar e incitar uma reunião não autorizada na sede da polícia de Wan Chai Hong Kong em 21 de junho de 2019.  No mesmo dia, muitas figuras pró-democracia de alto perfil de Hong Kong foram presas, incluindo Joshua Wong, Au Nok-hin, Andy Chan e Jeremy Tam.  Ela foi libertada no mesmo dia sob fiança, mas seu smartphone, assim como os de seus companheiros de prisão, foi confiscado pela polícia.  A Anistia Internacional chamou as prisões de "um ataque ultrajante" à liberdade de expressão.  
Chow se declarou culpada das acusações em 6 de julho de 2020, dizendo à mídia que estava mentalmente preparada para ser condenada à prisão.  Ela foi formalmente condenada em 5 de agosto de 2020. 
Agnes Chow, Ivan Lam e Joshua Wong foram colocados sob custódia até um julgamento marcado para 2 de dezembro de 2020, após uma audiência pré-julgamento no tribunal do distrito de West Kowloon, que estava ocorrendo em 23 de novembro de 2020, onde se declararam culpados pelos eventos. de uma manifestação de junho de 2019 em frente a uma sede da polícia de Hong Kong, onde, naquela época de junho de 2019, milhares de manifestantes exigiam investigação do uso da força pela polícia.  
Ela foi detida no Centro Tai Lam para Mulheres em Tuen Mun até o julgamento. 

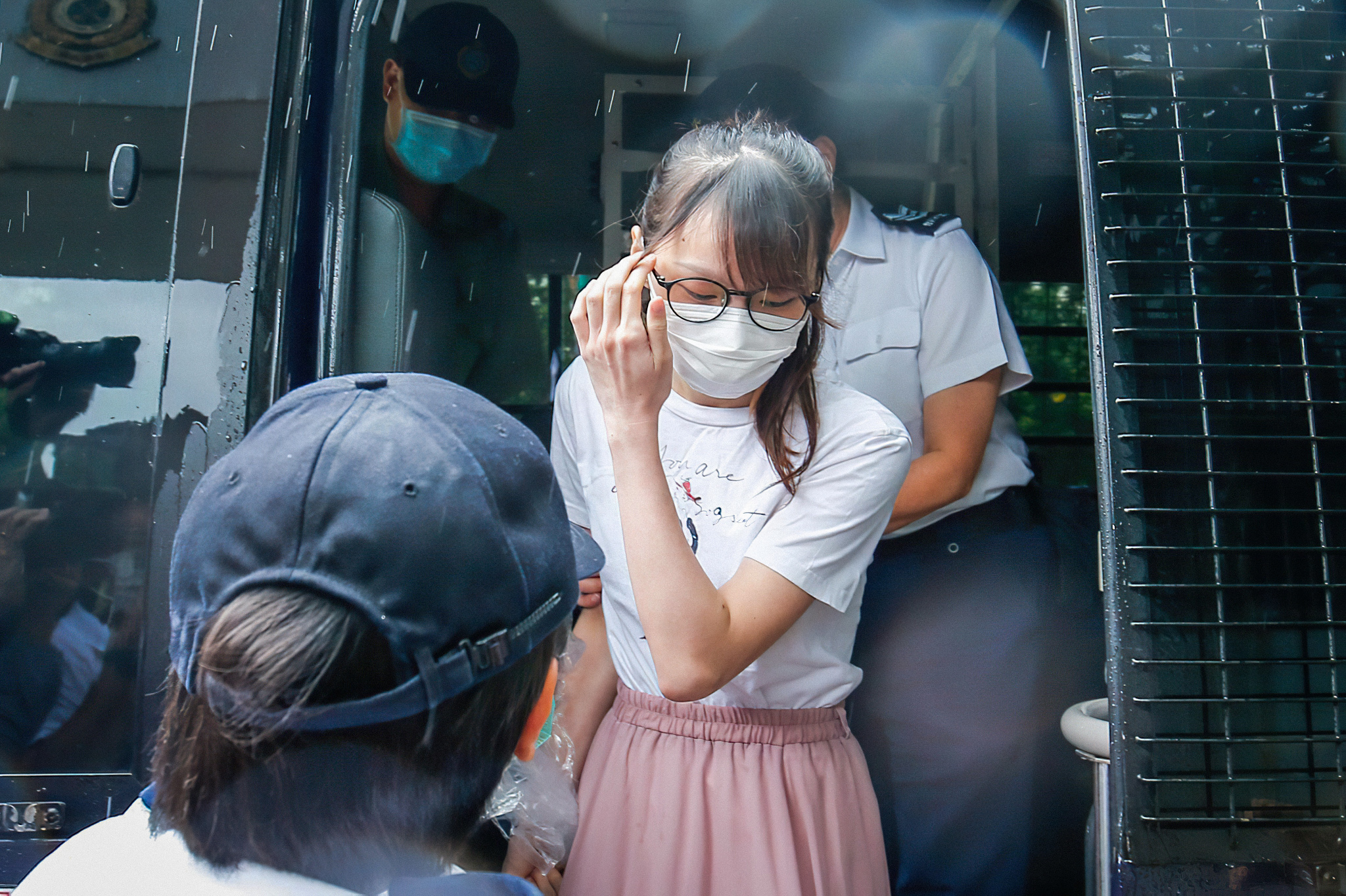
Agnes Chow deixando a van da prisão depois de ser libertada da prisão

Em 2 de dezembro de 2020, Agnes Chow foi condenada a 10 meses de prisão (Joshua Wong - 13,5 meses, Ivan Lam - 7 meses). Um juiz no julgamento, o Magistrado de West Kowloon Wong Sze-lai, pronunciou a acusação: "Os réus convocaram os manifestantes a sitiar a sede e entoaram slogans que minam a força policial". A Anistia Internacional condenou a sentença, dizendo que as autoridades chinesas "enviam um aviso a qualquer um que se atreva a criticar abertamente o governo de que eles podem ser os próximos".  
Ela foi inicialmente presa na Instituição Correcional Lo Wu de segurança média.  Em 31 de dezembro de 2020, a mídia local noticiou que Chow havia sido transferida para o Tai Lam Center for Women de segurança máxima (onde ela estava anteriormente detida), depois de ser classificada como prisioneira de categoria A. 
Em 12 de junho de 2021, Chow foi libertada da prisão após cumprir sua sentença de 6 meses.   Alguns apoiadores se reuniram do lado de fora para recebê-la vestida de preto e com máscaras amarelas, gritando palavras de ordem em cantonês relacionadas aos protestos. 

#### Respostas internacionais ao encarceramento

##### Estados Unidos
A presidente da Câmara dos Representantes dos EUA, Nancy Pelosi, emitiu um comunicado chamando "a brutal condenação da China a esses jovens campeões da democracia em Hong Kong" como "terrível".  Pelosi pediu ainda ao mundo que denuncie "esta sentença injusta e o ataque generalizado da China aos habitantes de Hong Kong".  A senadora americana Marsha Blackburn também chamou a sentença de destruição de "qualquer aparência de autonomia em Hong Kong". 

##### Reino Unido
O ministro das Relações Exteriores do Reino Unido, Dominic Raab, emitiu um comunicado instando "as autoridades de Hong Kong e Pequim a encerrarem sua campanha para reprimir a oposição" em resposta às sentenças de prisão dos três ativistas pró-democracia. 

##### Japão
O porta-voz do governo do Japão, Katsunobu Kato, em uma entrevista coletiva regular, expressou as "preocupações cada vez mais graves do Japão sobre a recente situação de Hong Kong, como sentenças contra três, incluindo Agnes Chow". 

##### Taiwan
O Overseas Community Affairs Council (OCAC) emitiu uma declaração referindo-se ao Mainland Affairs Council (MAC) de que "a decisão de prender Joshua Wong, Agnes Chow e Ivan Lam representa uma falha do governo de Hong Kong em proteger os direitos políticos do povo e liberdade de expressão". 

##### Alemanha
Maria Adebahr, porta-voz do Ministério das Relações Exteriores da Alemanha, afirmou que as penas de prisão são “outro bloco de construção em uma série de desenvolvimentos preocupantes que vimos em relação aos direitos humanos e civis em Hong Kong durante o ano passado”. 

### Caso da Lei de Segurança Nacional
Após a promulgação da lei de segurança nacional pelo NPCSC, Chow foi presa novamente em 10 de agosto de 2020, supostamente sob a acusação de violar a lei de segurança nacional.   A detenção ocorreu em meio a uma prisão em massa de várias figuras pró-democracia no mesmo dia, incluindo o magnata da mídia Jimmy Lai .  A prisão de Chow desencadeou uma campanha mundial nas redes sociais pedindo sua libertação, o que também gerou declarações de políticos e celebridades japoneses.   Ela foi libertada sob fiança em 12 de agosto de 2020, onde disse que sua prisão foi "perseguição política e repressão política". Ela concluiu que ainda não entendia por que havia sido presa. 

## Prêmios
Chow estava na lista das 100 mulheres da BBC anunciada em 23 de novembro de 2020. 

## Filmografia
- Linha de frente (2020). Batalha por Hong Kong. 11 de fevereiro de 2020. Como ela mesma. [71]